# FK Drnovice
Maillots
Dernière mise à jour : 5 février 2012.
Le 1. FK Drnovice est un club de football tchèque basé à Drnovice.

## Historique
- 1932 : fondation du club sous le nom Česká sportovní společnost Drnovice
- 1948 : le club est renommé Sokol Drnovice
- 1961 : le club est renommé TJ Drnovice
- 1989 : le club est renommé TJ JZD Drnovice
- 1990 : le club est renommé TJ Agro Drnovice
- 1993 : le club est renommé FC Olpran Drnovice
- 1993 : le club est renommé FC Petra Drnovice
- 2000 : le club est renommé FK Drnovice
- 2003 : le club est renommé 1.FKD

## Palmarès
- Coupe de Tchéquie
  - Finaliste : 1996, 1998

## Anciens joueurs
- Radek Drulák
- Zdeněk Grygera
- Miroslav Kadlec
- Luboš Kubík
- Tomáš Poštulka
- Marek Špilár
- Vladimír Weiss